# Умид (футбольный клуб, Джалилабад)
«Умид» (азерб. «Ümid» Cəlilabad Futbol Klubu) — азербайджанский футбольный клуб из города Джалилабад.

## История
Клуб был создан в 1990 году под названием «Умид» Джалилабад. В чемпионатах СССР участия не принимал.
В 1992 году, после провозглашения независимости и начала проведения первого национального чемпионата, клуб дебютировал в высшей лиге Азербайджана, заняв в первом сезоне 11 место среди 26 команд. Лучшими бомбардирами клуба в первый сезон стали Сабир Муталлимов и Хазар Аббасов, забившие по 7 мячей.
В сезоне 1993 года формат чемпионата Азербайджана был изменён. Команды были разбиты на 2 группы по 10 команд в каждой группе. «Умид» попал в группу «А», где занял в итоге последнее 10 место, а по итогам двух групп — 20 место и опустился в Первую лигу.

## Статистика

### Чемпионат Азербайджана
| Сезон | Дивизион     | М  | Игр | Поб | Нич | Пор | М       | О  | Бомбардир                       |
| ----- | ------------ | -- | --- | --- | --- | --- | ------- | -- | ------------------------------- |
| 1992  | Премьер-лига | 11 | 36  | 12  | 5   | 19  | 48 — 78 | 29 | Сабир Муталлимов, Хазар Аббасов |
| 1993  | Премьер-лига | 20 | 18  | 0   | 2   | 16  | 8 — 56  | 2  | Вугар Гурбанов                  |

### Кубок Азербайджана
| Сезон | Этап        |
| ----- | ----------- |
| 1993  | 1/32 финала |

## Состав
Список игроков клуба в 1992 и 1993 годах.
| - Октай Гумбатов - Рамиз Абышов - Вугар Гурбанов - Рауф Агаев - Сабир Муталлимов - Закир Сейфуллаев - Закир Мамедов |  | - Фахраддин Иманов - Элайдын Шахбазов - Руслан Гасымов - Хазар Аббасов - Шахаддин Керимов - Али Ганиев - Ислам Талыбов |  | - Нурали Асадов - Балакиши Агакишиев - Асеф Ордуев - Магомедали Гулиев - Фирудин Пашаев - Эльсевар Нематов |  | - Азер Ширинов - Намиг Мамедов - Джавид Агавердиев - Аваз Сулейманов - Джавид Гулиев - Ровшан Пириев |  | - Намиг Мурадов - Рашад Алияров - Асеф Руфуллаев - Руслан Мамедов - Фикрет Ибишов - Интигам Самедов |